# Kniggenberg
Der Kniggenberg ist eine 120 m ü. NHN hohe Erhebung des Calenberger Landes bei Gehrden in der niedersächsischen Region Hannover.
Die im 19. Jahrhundert noch bewaldete Erhebung wurde auch Lemmier Berg oder Lemmier Holz genannt. Sie war bis in dieses Jahrhundert im Besitz der Freiherrn Knigge zu Leveste.

## Geographie

### Lage
Der Kniggenberg liegt im Calenberger Land südlich des Gehrdener Kernorts und nördlich des Gehrdener Stadtteils Lemmie. Die Erhebung erscheint topografisch als die südöstliche Fortsetzung des Gehrdener Bergs, gilt aber nicht als Teil von diesem. Der nördliche Hang in Richtung des Stadtteils Gehrden wird als Kniggenbrink bezeichnet und sollte nicht mit dem auch Kniggenbrink genannten Nordosthang der nahe dem Nienstedter Pass liegenden Hohen Warte im Deister verwechselt werden. Der nordwestliche Nachbar ist der Suerser Berg (144 m).
Während die Landschaft des Kniggenbergs nach Norden in den eigentlichen Höhenzug Gehrdener Berg überleitet, fällt sie nach Süden zum Wennigser Mühlbach ab, der in die südöstlich der Erhebung verlaufende Ihme mündet.
Auf dem Kniggenberg liegen Teile des Landschaftsschutzgebiets Gehrdener Berg (CDDA-Nr. 321028; 1968 ausgewiesen; 8,5 km² groß).

### Naturräumliche Zuordnung
Der Kniggenberg gehört in der naturräumlichen Haupteinheitengruppe Niedersächsische Börden (Nr. 52), in der Haupteinheit Calenberger Lößbörde (521) und in der Untereinheit Hannoversche Börde (521.0) zum Naturraum Gehrdener Lößhügel (521.01).

## Geologie
Der Gehrdener Berg und der anschließende Kniggenberg sind aus in der oberen Kreide entstandenen Schichten aufgebaut. Die abwechselnden härteren Kalk- und weicheren Mergelschichten fallen mit etwa 12° nach Osten ein. Die unterschiedlich schnelle Verwitterung gab den Westhängen ein terrassenartiges Aussehen.

## Naturdenkmal
Eine weithin sichtbare Gruppe von vier Rotbuchen auf der Kuppe des Kniggenbergs ist auf älteren Landkarten als Naturdenkmal eingezeichnet. Seit den 1980er Jahren mussten drei der Bäume gefällt werden. Der Schutz als Naturdenkmal wurde für die einzige verbliebene Buche vor dem Jahr 2001 aufgehoben. Der im Januar 2007 vom Orkan Kyrill stark geschädigte Baum wurde in Folge beseitigt.

## Nutzung

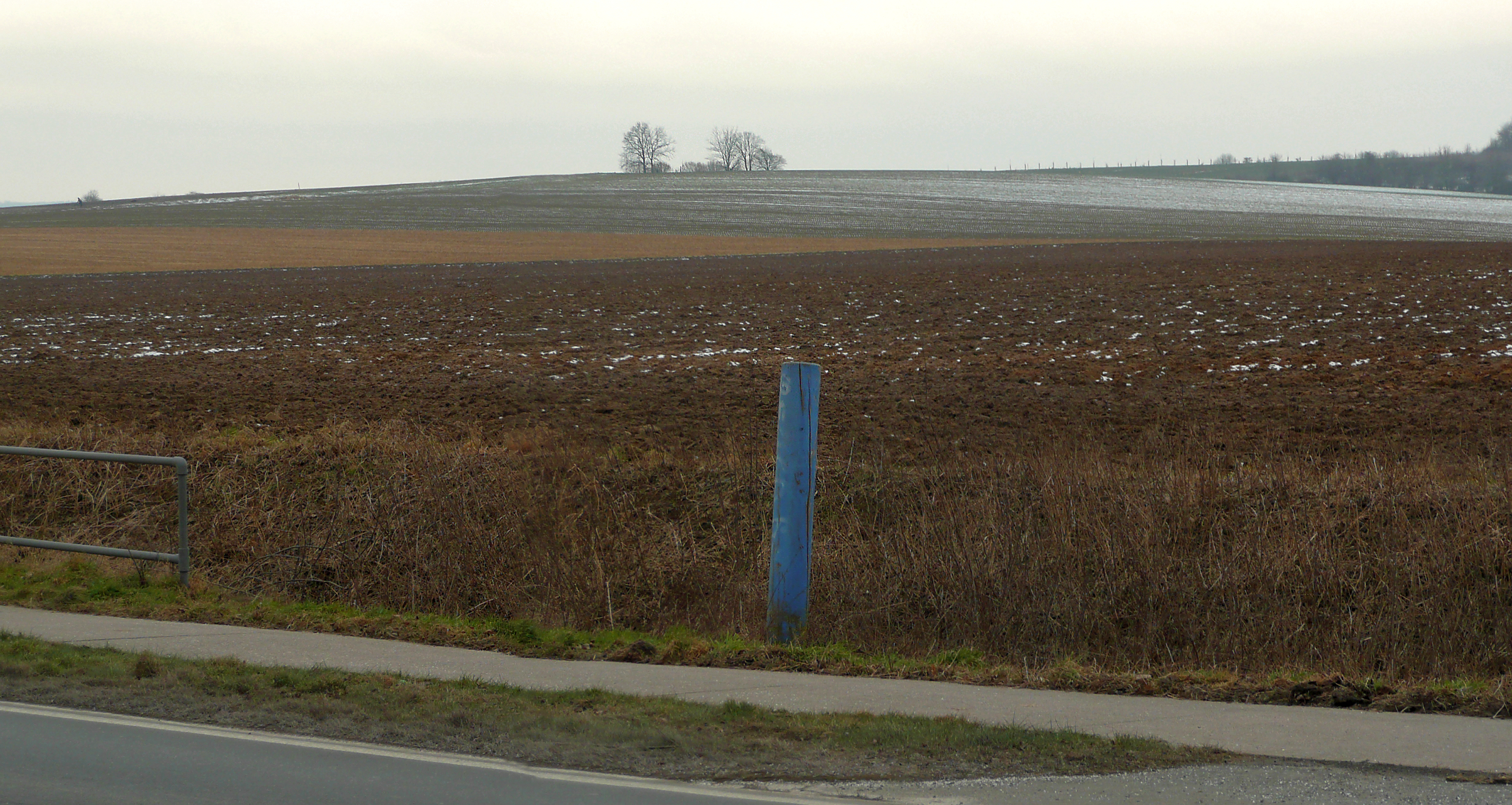
Ansicht aus Richtung Gehrden

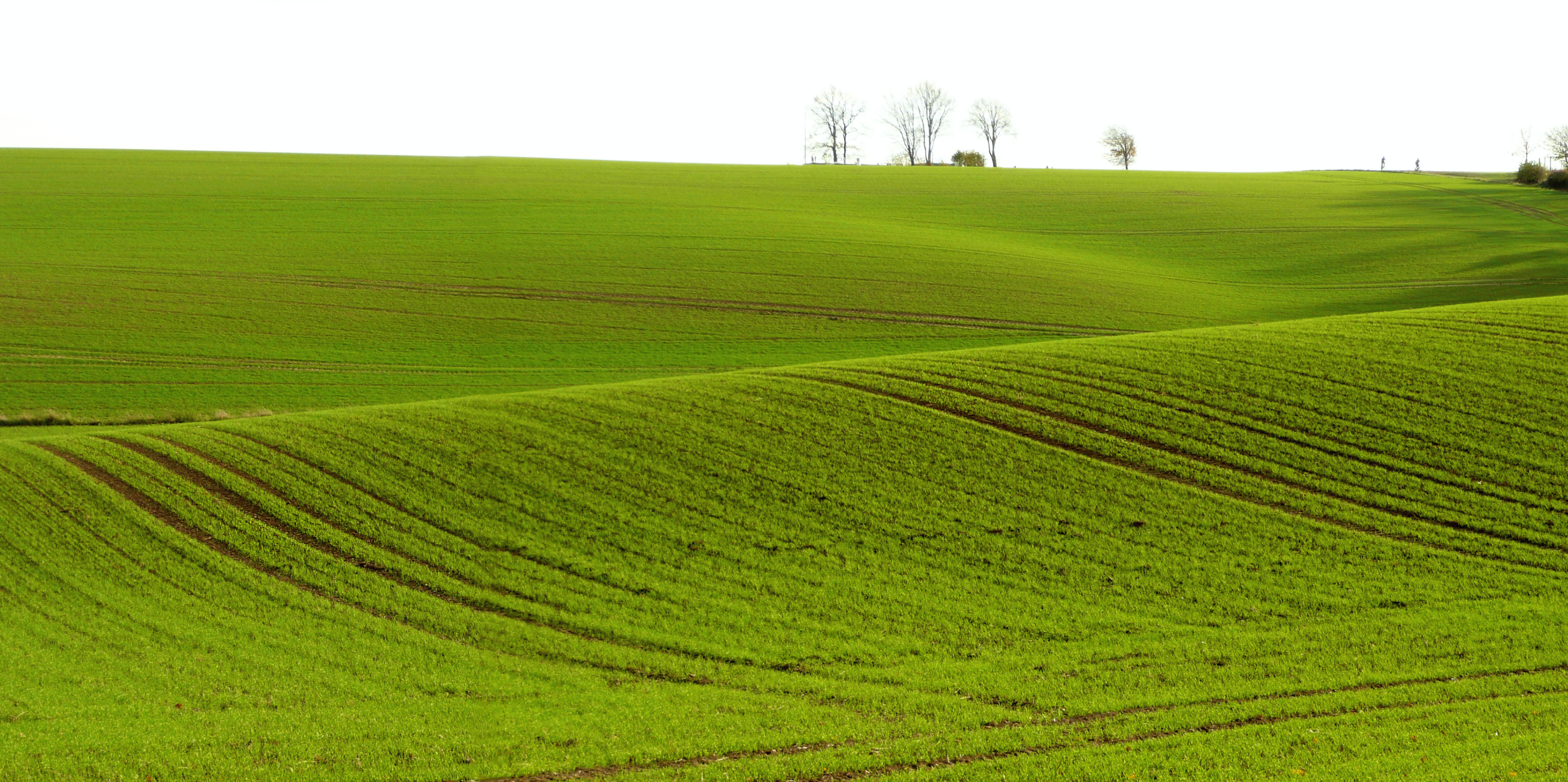
Felder am Kniggenberg

Im Unterschied zum dicht bewaldeten Gehrdener Berg wird der Kniggenberg als Teil der Calenberger Lössbörde intensiv landwirtschaftlich genutzt. Seit etwa 2010 wird in Gehrden der Bau eines Golfplatzes auf der Erhebung diskutiert. Als möglicher Standort wurde eine Fläche im Landschaftsschutzgebiet genannt.